# Royal Louis (1692)
Pour les autres navires du même nom, voir Royal Louis.
Le Royal Louis est le deuxième exemplaire d'une série de six vaisseaux de ligne de premier rang de la Marine royale française. Il sert de vaisseau amiral à la flotte du Levant basée à Toulon jusqu'à son remplacement par le troisième Royal Louis.

## Une construction rapide
Le second Royal-Louis est un vaisseau plus important que son prédécesseur et c'est le vaisseau de 1er rang le plus grand construit à Toulon sous le règne de Louis XIV. Il est mis en chantier le 9 avril 1692 et lancé le 22 septembre sous la direction de François Coulomb dit « Coulomb fils ». Sa construction rapide mobilise nombre d'ouvriers : d'après Vauvré, le 3 juin, 63 charpentiers sont à l’œuvre ; le 13 juillet ils sont 290 ; en août on dénombre plus de 1 000 charpentiers et ouvriers. Il porte 112 canons de bronze. Les trente pièces de 48 livres de la première batterie sont vite remplacées par un calibre plus petit pour des raisons de stabilité.

## Une carrière essentiellement à quai
Construit pendant la guerre de la Ligue d'Augsbourg, il sert de navire amiral à la flotte française en Méditerranée. Sa carrière est des plus réduites : il ne fait qu'une seule campagne en 1693. Il ne sert pas non plus pendant la guerre de Succession d'Espagne et pourrit tranquillement à quai, comme d'ailleurs tous les autres trois-ponts, que les finances royales, exsangues, ne sont plus capables d'armer en escadre. Il est démantelé et vendu en 1727.